# Formation de Kirtland
 (août 2014).
La formation de Kirtland (appelée originellement argiles de Kirtland) est une formation géologique sédimentaire. Elle est formée de boues alluviales et de sables déposés par les nombreux chenaux qui drainaient la plaine bordant la mer intérieure de l'Amérique du Nord, au Crétacé supérieur. Elle surmonte la formation de Fruitland. Elle est localisée dans le bassin de San Juan, dans les États du Nouveau-Mexique et du Colorado, aux États-Unis.

## Stratigraphie

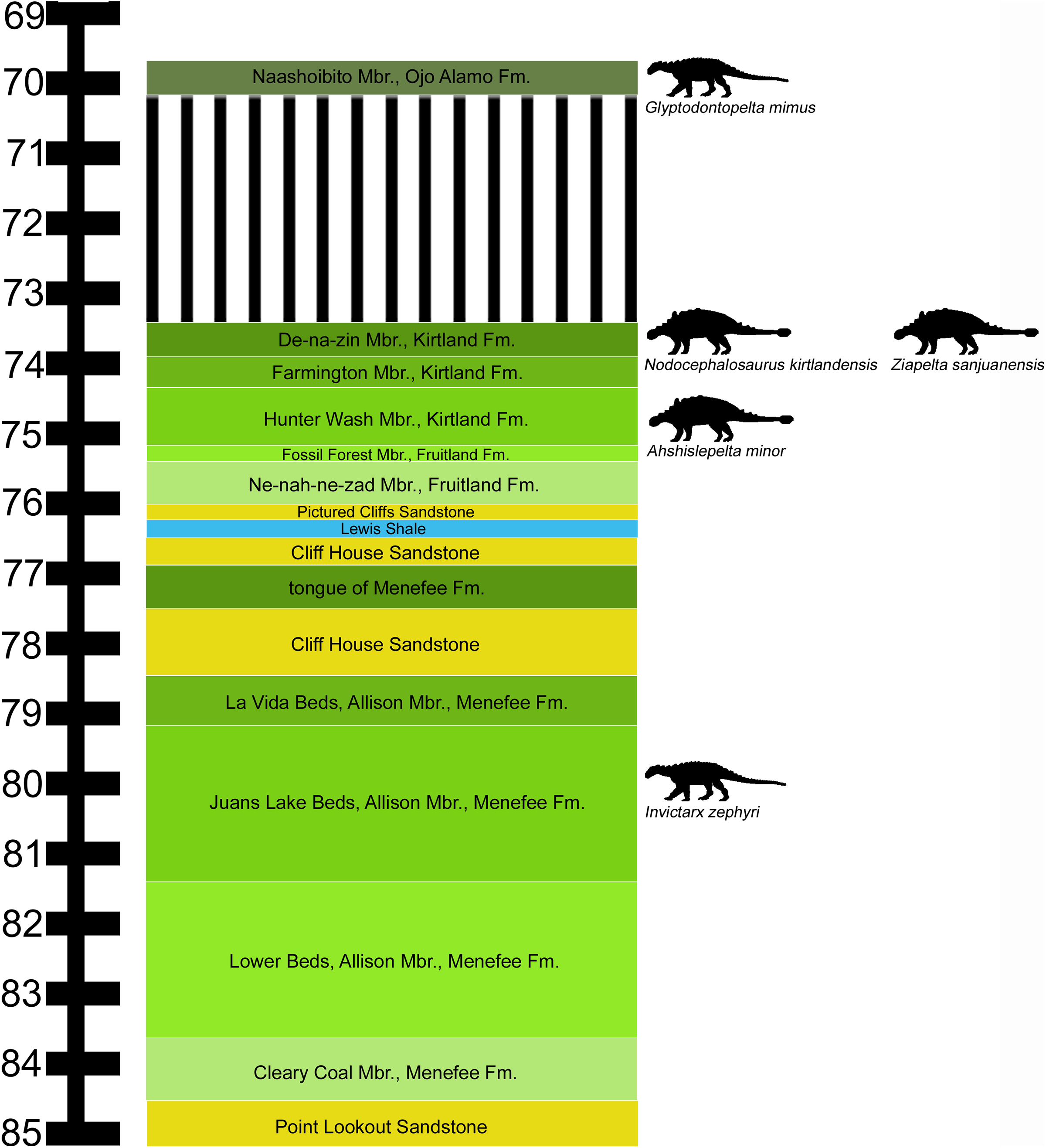
Stratigraphie du Crétacé supérieur du bassin de San Juan